# Amt Mitteldithmarschen
La comunità amministrativa di Mitteldithmarschen (Amt Mitteldithmarschen) si trova nel circondario di Dithmarschen nello Schleswig-Holstein, in Germania.

## Suddivisione
Comprende 24 comuni:
1. Albersdorf (3 772)
2. Arkebek (220)
3. Bargenstedt (965)
4. Barlt (777)
5. Bunsoh (771)
6. Busenwurth (316)
7. Elpersbüttel (854)
8. Epenwöhrden (766)
9. Gudendorf (416)
10. Immenstedt (104)
11. Krumstedt (486)
12. Meldorf, città (7 289)
13. Nindorf (1 131)
14. Nordermeldorf (587)
15. Odderade (311)
16. Offenbüttel (252)
17. Osterrade (434)
18. Sarzbüttel (702)
19. Schafstedt (1 299)
20. Schrum (70)
21. Tensbüttel-Röst (678)
22. Wennbüttel (91)
23. Windbergen (785)
24. Wolmersdorf (321)

Il capoluogo è Meldorf.
(Tra parentesi i dati della popolazione al 31 dicembre 2021)